# Praia do Bom Abrigo
 (signalé en juillet 2025).
Si vous disposez d'ouvrages ou d'articles de référence ou si vous connaissez des sites web de qualité traitant du thème abordé ici, merci de compléter l'article en donnant les références utiles à sa vérifiabilité et en les liant à la section « Notes et références ».
- Archive Wikiwix
- Bing
- Cairn
- DuckDuckGo
- E. Universalis
- Gallica
- Google
- G. Books
- G. News
- G. Scholar
- Persée
- Qwant
- (zh) Baidu
- (ru) Yandex
- (wd) trouver des œuvres sur Wikidata

Praia do Bom Abrigo est une plage urbaine de la municipalité de Florianópolis, au Brésil. Elle se situe dans la partie continentale de la municipalité, dans le quartier du même nom, Bom Abrigo. Elle donne sur la baie Sud.
Du fait de sa situation en centre ville, la baignade est déconseillée sur cette plage.